# Après le bal
Après le bal je francouzský němý film z roku 1897. Režisérem je Georges Méliès (1861–1938). Film je považován za jeden z prvních erotických až pornografických filmů v dějinách kinematografie.
Jedná se o jeden z Mélièsových filmů pro dospělé jako byly L'Indiscret aux bains de mer, En cabinet particulier nebo Le Magnétiseur.

## Děj
Dvě ženy vejdou po bále do koupelny. Služka (Jane Brady) svlékne své paní (Jeanne d'Alcy) téměř všechny šaty a umyje ji. Paní přikryje ručníkem a ta odchází. (Vodu ve filmu zastupoval písek, protože Jeanne d'Alcy byla v jednodílných plavkách zima.)